# فیلیپه فالاردیو

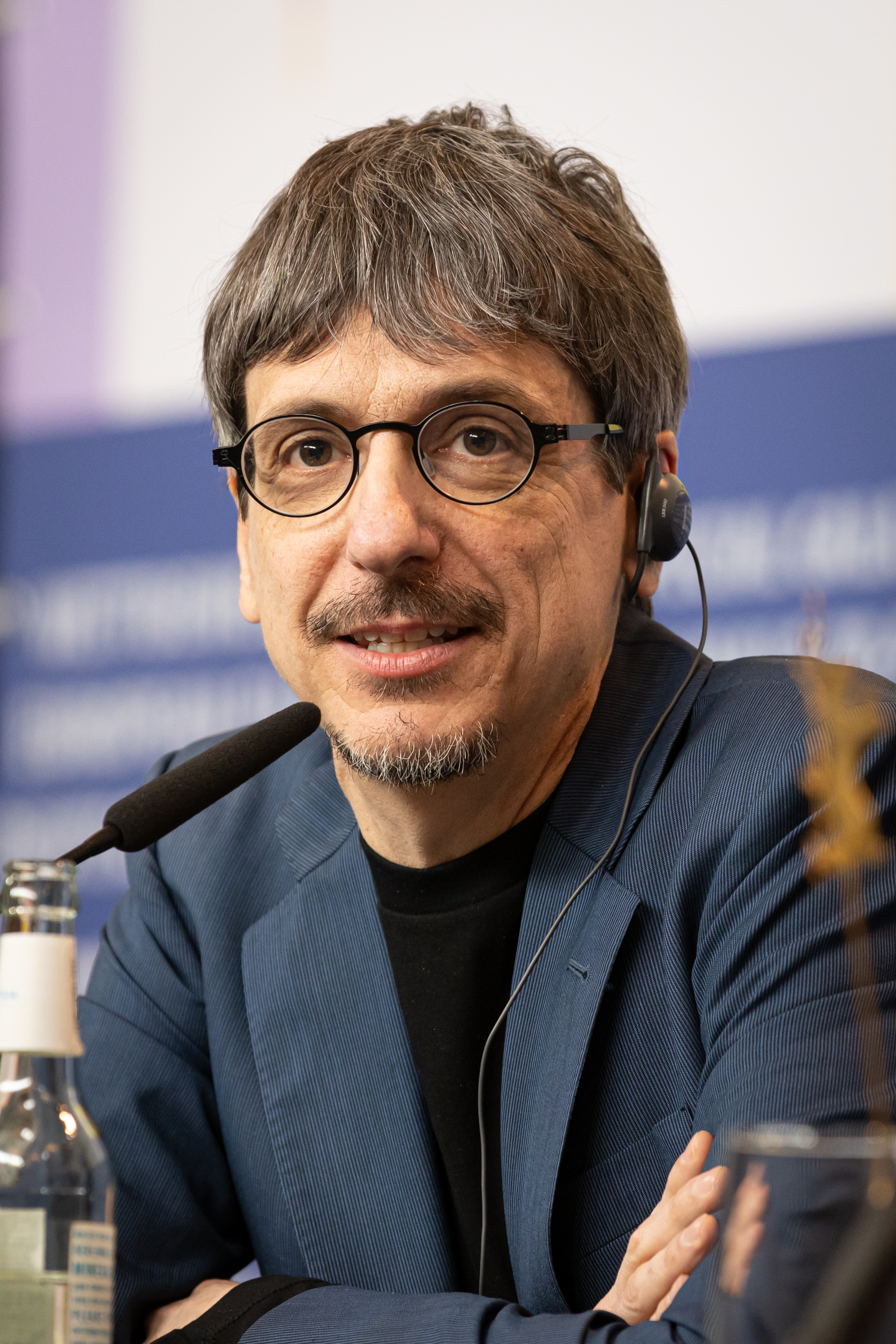
فالاردو در هفتادمین جشنواره بین‌المللی فیلم برلین

فیلیپه فالاردیو (انگلیسی: Philippe Falardeau) (متولد ۱۹۶۸ در استان کبک، کانادا) کارگردان و فیلم‌نامه‌نویس کانادایی است. فیلم او آقای لازار، نامزد هشتاد و ششمین جایزه اسکار بهترین فیلم خارجی‌زبان شده‌است.